# Ronald Desruelles
Ronald Desruelles (* 14. Februar 1955 in Antwerpen; † 1. November 2015 in Phuket) war ein belgischer Sprinter und Weitspringer.
Im Weitsprung schied er 1976 bei den Olympischen Spielen in Montreal aus und gewann 1978 Silber bei den Halleneuropameisterschaften in Mailand. Bei den Europameisterschaften in Prag scheiterte er in derselben Disziplin in der Qualifikation und wurde mit der belgischen Mannschaft Achter in der 4-mal-100-Meter-Staffel.
Einem vierten Platz im Weitsprung bei den Halleneuropameisterschaften 1979 in Wien folgte Gold bei den Halleneuropameisterschaften 1980 in Sindelfingen. Wegen Dopings wurde ihm der Europameistertitel jedoch wieder aberkannt.
1982 wurde er im Weitsprung Siebter bei den Halleneuropameisterschaften in Mailand und schied bei den Europameisterschaften in Athen in der Vorrunde aus.
1984 gewann er Bronze bei den Halleneuropameisterschaften in Göteborg über 60 Meter und schied bei den Olympischen Spielen in Los Angeles über 100 Meter im Vorlauf aus. Weitere Bronzemedaillen über 60 Meter errang er 1985 bei den Hallenweltspielen in Paris und bei den Halleneuropameisterschaften in Piräus. 1986 siegte er bei den Halleneuropameisterschaften in Madrid über 60 Meter und erreichte bei den Europameisterschaften in Stuttgart über 100 Meter das Halbfinale. 
1987 wurde er bei den Halleneuropameisterschaften in Liévin Sechster über 200 Meter und bei den Hallenweltmeisterschaften in Indianapolis Fünfter über 60 Meter. Bei den Weltmeisterschaften in Rom kam er über 100 Meter ins Viertelfinale. Zwei weitere Male trat er über 60 Meter bei den Halleneuropameisterschaften an: 1988 in Budapest gewann er Silber, 1989 in Den Haag wurde er Fünfter.
Siebenmal wurde er belgischer Meister über 100 Meter (1978, 1979, 1982, 1984–1987), einmal über 200 Meter (1985) und zehnmal im Weitsprung (1975–1979, 1981–1984, 1986).
Sein Bruder Patrick Desruelles war als Stabhochspringer erfolgreich.

## Persönliche Bestzeiten
- 60 m (Halle): 6,56 s, 5. Februar 1988, Sindelfingen (belgischer Rekord)
- 100 m: 10,02 s, 11. Mai 1985, Lüttich (belgischer Rekord); handgestoppt: 9,9 s, 23. Juni 1978, Merksem
- 200 m: 20,66 s, 18. Juli 1984, Grosseto
  - Halle: 20,92 s, 9. Februar 1986, Liévin
- Weitsprung: 8,08 m, 12. August 1979, Brüssel